# Keycloak
Keycloak is opensourcesoftware voor single sign-on met gebruikersbeheer voor moderne applicaties en diensten. Keycloak ondersteund protocollen zoals OpenID, OAuth 2.0 en SAML. Keycloak ondersteunt ook twee-factor-authenticatie. De eerste release van Keycloak was in 2014.